# Liste der Monuments historiques in Les Peintures
Die Liste der Monuments historiques in Les Peintures führt die Monuments historiques in der französischen Gemeinde Les Peintures auf.

## Liste der Objekte
| Bezeichnung               | Beschreibung                  | Standort                                                       | Kennzeichnung | Schutzstatus | Datum | Bild |
| ------------------------- | ----------------------------- | -------------------------------------------------------------- | ------------- | ------------ | ----- | ---- |
| Gedenktafel               | Stein, 1134                   | an der Außenwand des Glockenturms der Kirche St-Vincent (Lage) | PM33000620    | Classé       | 1912  |      |
| Skulptur Madonna mit Kind | Holz, bemalt, 19. Jahrhundert | in der Kirche St-Vincent (Lage)                                | PM33001409    | Inscrit      | 1980  |      |